# Kulturfrau

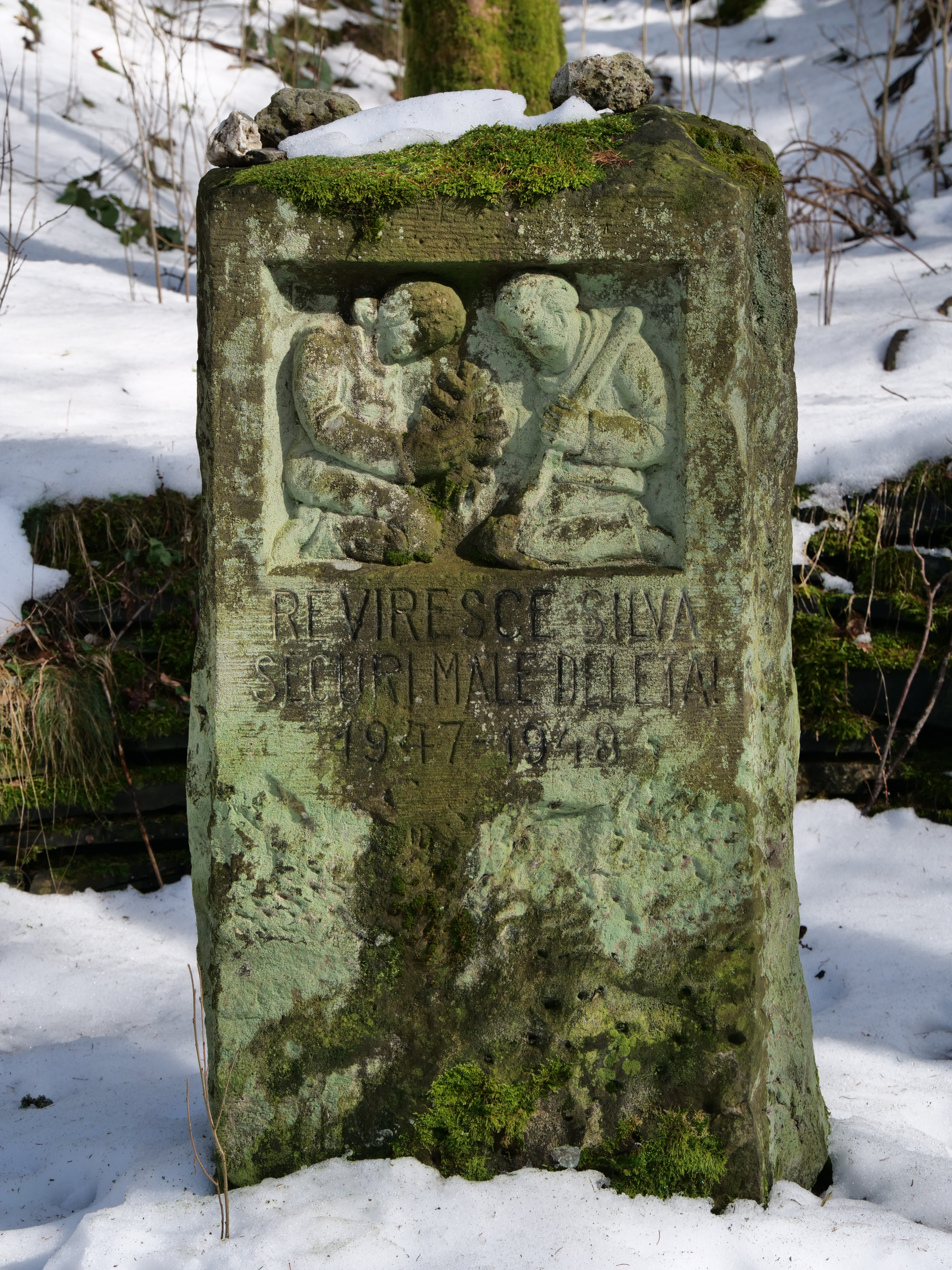
Gedenkstein für Kulturfrauen am Glockenberg bei Goslar

Kulturfrauen waren Frauen, die vor allem in den Jahren 1945 bis 1948 als sog. „Trümmerfrauen des Waldes“ in niedersächsischen und bayerischen Staatswäldern Aufforstung betrieben.

## Historischer Begriff
Viele Bewohner der Söhredörfer im nordhessischen Landkreis Kassel fanden ihr Auskommen als Waldarbeiter und „Kulturfrauen“. Das Jagdrecht durften sie allerdings nicht ausüben.

## Hintergrund
Bereits während des Zweiten Weltkrieges fand Raubbau an den deutschen Wäldern statt. Die Kriegswirtschaft, aber auch der Mangel an anderen Brennstoffen hatte bereits stark zur Abholzung von Wäldern geführt. Empfindlich trafen aber Kahlschläge seitens der Siegermächte in den jeweiligen Besatzungszonen als Reparation. Besonders stark war die britische Besatzungszone durch die „Engländerhiebe“ in den Jahren 1945 bis 1948 betroffen. Neben dem Wiederaufbau der Städte, des Wohnraumes und der Infrastruktur kam es in diesen Jahren auch darauf an, die Kahlschlagflächen möglichst unverzüglich wieder aufzuforsten. Dies erfolgte aufgrund der Not überwiegend mit Fichte, je nach Region aber auch mit Buche und Lärche, so etwa bei Schöngeising. In den bayerischen Staatsforsten wurden hunderttausende Setzlinge gepflanzt.
In vielen Forstrevieren waren Frauen bei der Aufforstung in der Überzahl. Zumindest im Landkreis Fürstenfeldbruck nannte man sie damals abwertend Holzschicksen.
Die Saisonarbeitsplätze existierten bis in die 1980er Jahre.

## Aufgaben
Jede Arbeitsgruppe bestand aus sechs oder sieben Personen, die in der Nähe wohnten, darunter auch Jugendliche. Die Gruppe erhielt im Frühjahr etwa 20.000 Setzlinge. Mit Rädern und Karren brachten sie die Pflänzchen an die vorbestimmten Plätze, gruben von Hand die Pflanzlöcher und setzten sie ein. Die achtstündige Arbeit begann um 7 Uhr und dauerte mit einer Mittagspause bis 17 Uhr. Die Arbeit dauerte etliche Wochen. Vor allem für Ältere war die Arbeit schwer, aber in der Not der Nachkriegszeit dennoch sehr willkommen.
Neben der Hauptaufgabe, dem Pflanzen von Jungkulturen, gehörte auch die Hege und Pflege der reviereigenen Pflanzgärten, in denen Bäume gezogen wurden, zu den Aufgaben der Kulturfrauen, ferner das Verbrennen von Reisig, um dem damaligen Ideal eines „aufgeräumten“ Waldes nahezukommen. Im Sommer kümmerten sich Kulturfrauen auch um die Jungbestände, in denen sie ungünstig gewachsene Exemplare mit Hippe oder Axt entfernten und Gras und Brombeeren um Jungbäume mit der Sichel mähten, um ihnen Licht zu verschaffen. Mit Stöcken und Sicheln drückten sie die stacheligen Brombeerranken beiseite, Handschuhe gab es nicht.
Im Herbst wurden die Spitzen der gepflanzten Jungbäume zum Schutz vor Wildverbiss mit Hilfe einer Doppelbürste mit flüssigem Teer bestrichen. Wegeausbesserung, der Bau von Wildschutzzäunen und Grabenreinigung gehörten ebenfalls zu ihrem Aufgabengebiet. Manchmal wurden sie auch wochenlang zum Dreschen oder Kartoffel klauben geschickt.

## Allgemeine Anerkennung der Leistungen der Kulturfrauen

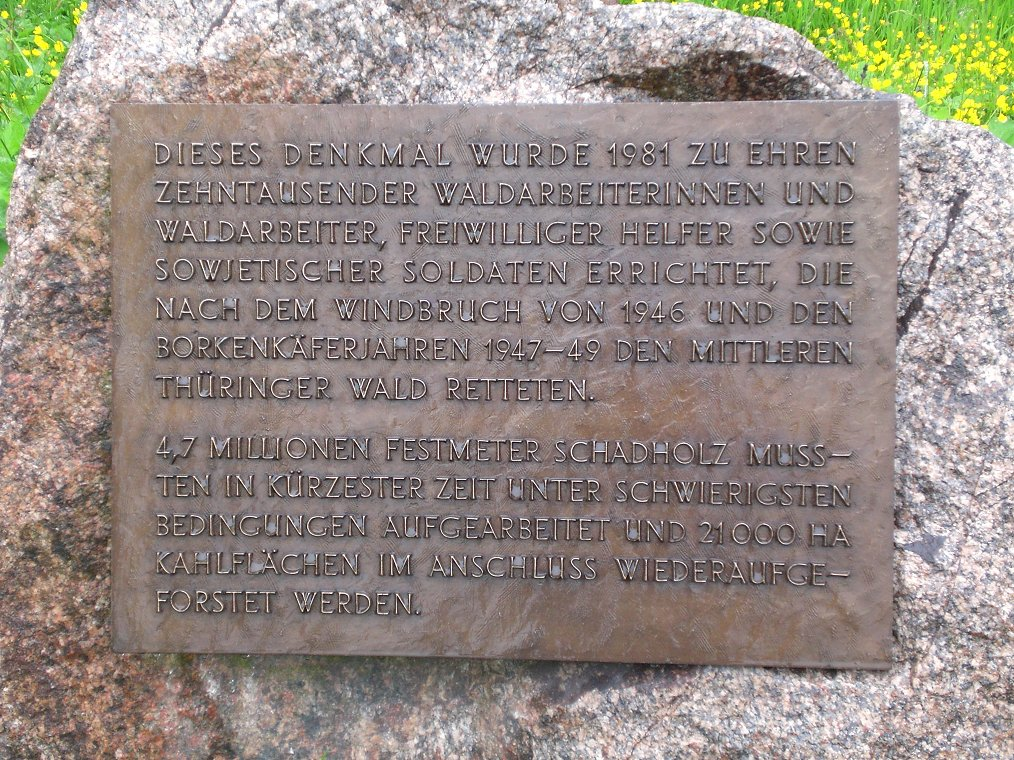
Forstarbeiterdenkmal

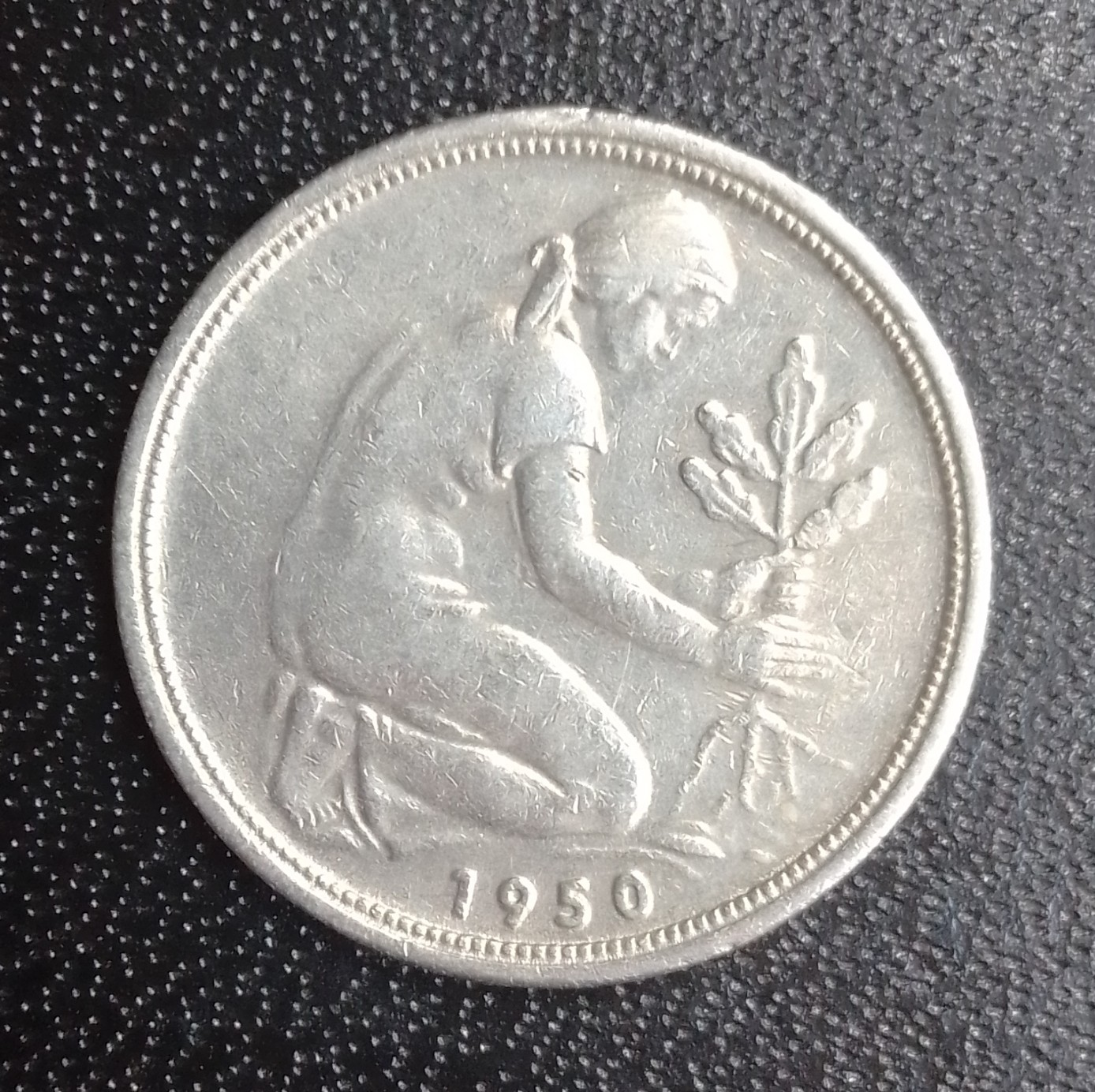
50-Pfennig-Stück (Rückseite)

Der Stundenlohn der Kulturfrauen lag bei etwa 50 Pfennigen. Als die Deutsche Mark 1949 in der Bundesrepublik eingeführt wurde, war die Gestaltung der neuen 50-Pfennig-Stücke eine der ersten Würdigungen. Die Rückseite der Münzen zeigte eine Eichen-Pflanzerin. Damit sollte sowohl an die in der Wiederaufforstung tätigen Waldarbeiterinnen als auch an die Trümmerfrauen erinnert werden.
Die Leistungen der Trümmerfrauen wurden in Feierstunden, mit der Errichtung von Denkmälern, durch die Organisation von Ausstellungen und der Überreichung von Auszeichnungen gewürdigt. So wurde etwa 2024 im Landratsamt Fürstenfeldbruck eine Ausstellung zum Thema Frauen und Wald konzipiert.